# グァルティエロ・ヤコペッティ

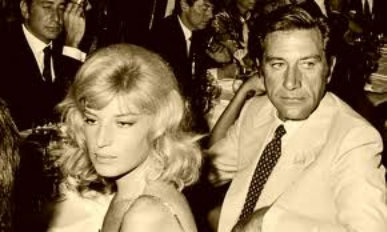
モニカ・ヴィッティとヤコペッティ

グァルティエロ・ヤコペッティ（Gualtiero Jacopetti, 1919年9月4日 - 2011年8月17日）は、イタリアの映画監督、雑誌記者。

## 略歴
雑誌社で芸能記者として働いた後、当時「夜もの」と呼ばれた、性風俗を紹介する一連のドキュメンタリー映画の製作に参加する。
1961年、世界中の奇妙なまた野蛮な風習を描いたドキュメンタリー映画『世界残酷物語』を発表。やらせも含まれたこの映画は、主題曲「モア」のヒットとともに世界中で興行的成功を収めた。その後も同じ路線の作品を製作しつづけ、モンド映画というジャンルを築いた。
『ヤコペッティの大残酷』以後は監督業からは遠のき、ショッキング映画のプロデュースなど表だった活動はしていなかったが、2004年にアメリカで発売されたDVDボックスのボーナストラックThe Godfathers of Mondoで世界残酷物語シリーズの撮影裏話を披露し健在ぶりをアピールした。
2011年8月17日、ローマ市内の自宅で死去。91歳没。

## 主な監督作品

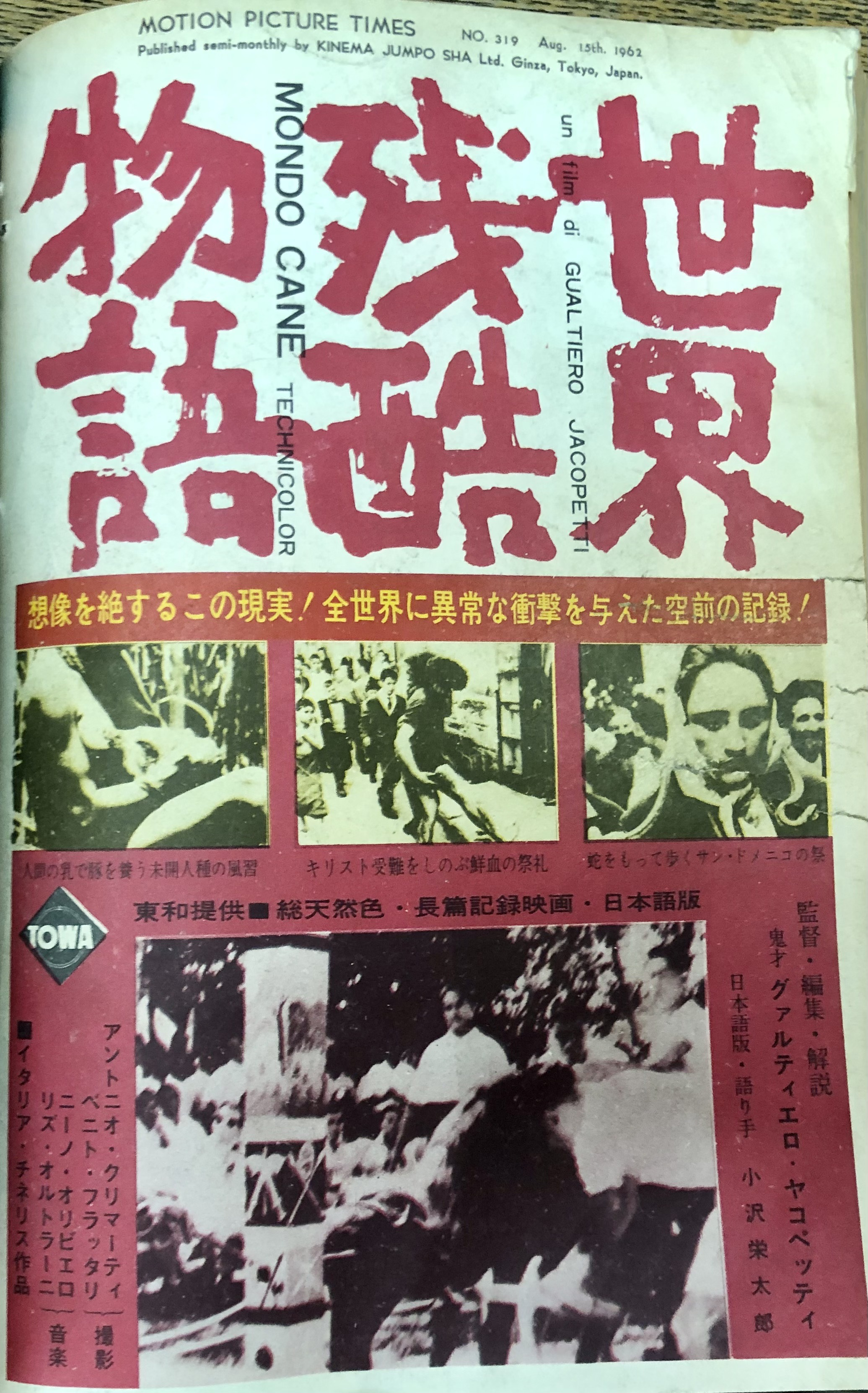
『世界残酷物語』（1962年）

- 世界残酷物語 Mondo cane （1962年）
- 続・世界残酷物語 Mondo cane 2 （1963年）
- 世界女族物語 La Donna nel mondo （1963年）
- さらばアフリカ（イタリア語版、英語版） Africa addio （1966年）
- ヤコペッティの残酷大陸 Addio zio Tom （1971年）
- ヤコペッティの大残酷 Mondo candido （1974年）

## 製作・脚本
- 世界の夜 Il Mondo di Notte （1959年） - 脚本・ナレーション
- ヨーロッパの夜 Europa di Notte （1960年） - 脚本
- 生きる歓び Quelle Joie de Vivre （1960年） - 脚本
- グレート・ドライバー Fangio （1979年） - 製作